# 월터 레그
해리 월터 레그(Harry Walter Legge, 1906년 6월 1일 – 1979년 3월 22일)는 영국의 클래식 음악 음반 제작자로, 특히 EMI와 관련이 있다. 그의 녹음에는 나중에 고전으로 간주되고 EMI에서 "세기의 위대한 녹음"으로 재발행한 많은 세트가 포함된다. 그는 1927년부터 녹음 업계에서 일했으며 이를 Manchester Guardian의 주니어 음악 평론가 직책과 결합했다. 그는 코벤트 가든의 로열 오페라 하우스 에서 비첨의 조수였으며 제2차 세계 대전 중에는 군대와 민간인에게 음악을 전하는 역할을 했다.
전쟁이 끝난 후 레그는 필하모니아 관현악단을 설립하고 EMI에서 녹음 프로듀서로 일했다. 1960년대에 EMI와 말다툼을 하다가 사임했다. 그는 1964년 필하모니아의 해산을 시도했지만 그가 없는 독립단체로 계속되었다. 그 후 그는 정규직이 없었고 그의 두 번째 아내인 엘리자베트 슈바르츠코프와 함께 마스터 클래스를 제공하고 녹음을 감독하는 일에만 전념했다.
전쟁 이전에 레그는 "구독" 녹음을 개척했는데, 이를 통해 대중은 미래 녹음 사본에 대해 선불로 비용을 지불하여 EMI가 노래와 같은 "틈새"지만 고전적인 녹음을 경제적으로 가능하게 했다.
제2차 세계 대전 중에 레그는 시력이 좋지 않아 군대에 복무할 수 없었다. 비첨으로 인해 그는 ENSA 의 음악적 측면을 맡아 전 세계 영국군을 위한 콘서트를 준비하고 솔로몬, 볼트, 바비롤리와 같은 음악가의 서비스를 확보했다. 1941년 레그는 가수 낸시 에반스(Nancy Evans)와 결혼했다. 그들은 1948년에 이혼했다.
전쟁이 끝난 후 레그는 EMI 카탈로그와 스타 출연자 명단을 새로 고치기 시작했다. 그는 비엔나에 기지를 세웠고, 당시에는 여전히 연합군이 점령하고 있었고, 당시에는 작업이 심각하게 부족했던 독일과 오스트리아 예술가들과 계약을 맺었다. 나중에 그는 EMI를 위해 스튜디오 녹음을 제작한 마리아 칼라스의 잠재력을 처음으로 발견한 사람 중 한 명이 되었다.
레그는 프랑스 생장카프페라에서 72세의 나이로 사망했다. 그는 화장되었고 그의 유골은 처음에 그가 요청한 대로 비엔나에 있는 후고 볼프의 유골 근처에 놓였다. 2006년 슈바르초코프가 사망한 후, 그들의 유골은 1982년부터 2003년까지 그녀가 살았던 취리히 근처 Zumikon에 있는 그녀의 부모 옆에 묻혔다.

## 참고 문헌
- Culshaw, John (1968). Ring Resounding. London: Secker & Warburg ISBN 0-436-11800-9
- Schwarzkopf, Elisabeth (1982). On and Off the Record: A Memoir of Walter 레그. London: Faber and Faber. ISBN 0-571-11928-XISBN 0-571-11928-X

1. ↑  The Times, 20 September 1943, p. 8; Schwarzkopf, pp. 59, 61
2. ↑  Martland, Peter, "Legge, (Harry) Walter (1906–1979)", Oxford Dictionary of National Biography, Oxford University Press, 2004; online edition, January 2010. Retrieved 7 October 2010 (구독 필요)
3. ↑  Schwarzkopf, p. 67
4. ↑  Richard Davis, Geoffrey Parsons: Among Friends, p. 149